# Ørje
Ørje este o localitate din comuna Marker, provincia Østfold, Norvegia, cu o suprafață de 1,66 km² și o populație de 1.881 de locuitori (2013).